# Municipalità di Tukums
La municipalità di Tukums (in lettone Tukuma novads) è una delle trentasei municipalità della Lettonia. È situata sul Golfo di Riga. Il capoluogo è la città di Tukums.
I confini della nuova municipalità, istituita nel 2021, corrispondono a quelli del vecchio distretto di Tukums abolito nel 2009.

## Suddivisione
La municipalità comprende 2 città (Tukums e Kandava) e 21 parrocchie:
- Cēres
- Degole
- Džūkste
- Engure
- Irlava
- Jaunpils
- Jaunsāti
- Kandava
- Lapmežciems
- Lestene
- Matkule
- Pūre
- Sēme
- Slampe
- Smārde
- Tume
- Vāne
- Viesati
- Zante
- Zemīte
- Zentene